# مجازر 8 مايو 1945
مجازر سطيف و قالمة وخراطة هي عمليات قتل ارتكبتها قوات الاحتلال الفرنسي ضد الشعب الجزائري، وشملت أجزاء من الجزائر ومن أهمها سطيف وقالمة وخراطة حسب عدد القتلى، بعد أن قامت الشرطة الفرنسية بقمع المظاهرات فيها يوم إعلان انتصار الحلفاء في الحرب العالمية الثانية، أتاحت المظاهرات التي جرى تنظميها في مدينة سطيف، الفرصة للقوميين للمطالبة باستقلال البلاد عن فرنسا. ثم تدخلت الشرطة. وقتلت شابًا (بوزيد سعال وكان أول شهيد قتل .
كانت الجهود مبذولة بين أعضاء أحباب البيان والحرية لتنسيق العمل وتكوين جبهة موحدة، وكانت هناك موجة من الدعاية انطلقت منذ يناير 1945 تدعو الناس إلى التحمس لمطالب البيان. وقد أنعقد مؤتمر لأحباب البيان أسفرت عنه المطالبة بإلغاء نظام البلديات المختلطة والحكم العسكري في الجنوب وجعل اللغة العربية لغة رسمية، ثم المطالبة بإطلاق سراح  مصالي الحاج. وقد أدى هذا النشاط الوطني إلى تخوف الفرنسيين وحاولوا توقيفه عن طريق اللجان التي تنظر إلى الإصلاح، وكان انشغالهم بتحرير بلدهم قد أدى إلى كتمان غضبهم وظلوا يتحينون الفرص بالجزائريين و كانوا يؤمنون بضرورة القضاء على الحركة الوطنية من أجل حرية الوطنية
وقد وعدوا الجزائريين أيضًا انهم إن شاركوا معهم في الحرب العالمية الثانية أن يحرروا بلادهم وكان الجنود الجزائريون في الصف الأول في الحرب يعني مجموعة دروع بشرية للجنود الفرنسيين، فخرج الشعب الجزائري في مظاهرات سلمية للتعبير عن فرحه إذ وعد من طرف المستعمر الفرنسي باستقلال بلاده لكن قوبلت هذه المظاهرات بالعنف وأول ضحية لإطلاق الرصاص الحي بوزيد سعال.

## الاحتفال بنهاية الحرب العالمية الثانية
شرع زعماءالحركة الوطنية الجزائرية بالتحضير للاحتفال بنهاية الحرب العالمية الثانية بالتظاهر ابتداء من عيد العمال 1 ماي
كان الجزائريون في مختلف أنحاء البلاد كالجزائر العاصمة، وهران، بجاية، تلمسان، قسنطينة، مستغانم، قالمة، غليزان، سطيف، باتنة، بسكرة، عين البيضاء، خنشلة، سيدي بلعباس، سوق أهراس، شرشال، مليانة، سكيكدة، سعيدة، عنابة، تبسة، سور الغزلان.
عن طريق تنظيم تجمعات ومسيرات ليتم استغلالها كوسيلة ضغط على الفرنسيين بإظهار قوة الحركة الوطنية ووعي الشعب الجزائري بمطالبه، ونجحت المظاهرات كل القطر الجزائري في أول ماي 1945، ونادى الجزائريون بإطلاق سراح مصالي الحاج، واستقلال الجزائر واستنكروا الاضطهاد ورفعوا العلم الوطني الذي أُنتج خصيصا لهذه المناسبة في محل خياطة تابع لتاجر يدعى البشير عمرون. وكانت المظاهرات سلمية، وادّعى الفرنسيون أنهم اكتشفوا (مشروع ثورة) في بجاية خاصة لمّا قتل شرطيان في الجزائر العاصمة، وبدأت الاعتقالات والضرب وجرح الكثير من الجزائريين.
ولما أعلن عن الاحتفال الرسمي يوم 7 ماي، شرع المعمرون في تنظيم مهرجان الأفراح، ونظم الجزائريون مهرجانا خاصا بهم ونادوا بالحرية والاستقلال بعد أن تلقوا إذنا من الإدارة الفرنسية للمشاركة في احتفال انتصار الحلفاء.

## مجازر 8 مايو 1945
في 8 مايو 1945 أقيمت مشاورات في مجلس الإتحاد الإفريقي بعد الحرب العالمية الثانية ، حيث أصدرت بيان كل من مصر ، المغرب ، السنغال ، تونس ، ليبيا  ، كاميرون ، مالي ، نيجر ، جيبوتي عن انسحابهم الرسمي من الحرب المقررة في بين  القارتين و الذي اعتبرته دولة الجزائر كاخيانه عضمى من طرف الإتحاد الإفريقي مما جعلها تعرب بجوارح تامه بلإستمراريه في  الحرب ضد القاره الأروبية و التي جائت من بعدها نكبات المجازر الدمويه التي شنتها القوات الفرنسية و الأوروبية على الجزائريين .
كان الرد بقمع على المظاهرات التي نظمها الجزائريون هو ارتكاب مجازر بحق السكان الأصليين، وذلك بأسلوب القمع والتقتيل الجماعي شمل وتم استعمال القوات البرية والجوية والبحرية، ودمرت قرى ومداشر ودواوير بأكملها.[بحاجة لمصدر]
نتج عن هذه المجازر قتل أكثر من 45,000 جزائري أولهم الشاب (بوزيد سعال 22 سنة)، دمرت قراهم وأملاكهم. ووصلت الإحصاءات إلى تقديرات بأرقام أعلى ما بين 50,000 و70,000 قتيل. [بحاجة لمصدر]
يعود سبب التضارب في عدد الخسائر البشرية إلى تفادي السلطات الفرنسية عام 1945 تسجيل القتلى في سجلات الوفيات هذا إذا كانوا فعلا متوفين لهذا السبب لا زالت بعد الاستقلال طلبات تسجيل الوفيات تبت في محاكم الجزائر المستقلة لسنة 2013.